# 빛날사내
빛날사내(1993년 11월 17일 ~)는 대한민국의 래퍼다. 2020년 1집 앨범 [주인공캐릭터]로 데뷔했다. 이전 예명은 검산동이었다.

## 방송
- 수퍼비의 랩 학원 (2019) - Top44